# Hugo Nantes
Hugo Nantes (24 de enero de 1933, San José de Mayo - 10 de marzo de 2009) fue un pintor, escultor y ceramista uruguayo.

## Biografía
Estudió en el Museo Departamental de San José con los maestros Dumas Oroño y Edgardo Ribeiro; realizó curso de grabado en la Escuela Nacional de Bellas Artes con el grabador Adolfo Pastor.

### Exposiciones
Participó en varios Salones Nacionales y del Interior del Uruguay además de contar con una fuerte representación en la Argentina.
Representó a Uruguay en las Bienales de París y San Pablo.
- 1958 Galería Andreoletti
- 1975 Galería Río de la Plata
- 1979 Sala Cinemateca
- 1989 Centro de exposiciones Subte

### Distinciones
Obtuvo numerosos premios en Salones del Interior y salones nacionales y municipales desde 1956, destacándose entre ellos Gran Premio Medalla de Oro XXVII Salón Nacional (1963), Premio Medalla de Oro XXIX Salón Nacional (1965). En 1998 recibió el Premio Figari a la trayectoria del Banco Central del Uruguay. En 2008 el 53 Premio Nacional de Artes Visuales llevó su nombre en reconocimiento a su destacada labor artística.

### Obra
Es autor del monumento ubicado en la Plaza Armenia de Montevideo y de obras en diversos edificios públicos y privados como el Edificio Libertad, el Hospital Maciel, FUNSA, Panteón de la Caja Notarial, Parque Deportivo Camunda Gil de San José, entre otros. Está representado en el Museo Nacional de Artes Visuales, Museo Municipal de Bellas Artes Juan Manuel Blanes, Museo Departamental de San José y Colección Engelman-Ost, entre otros.